# Парсонс (Теннессі)
Парсонс (англ. Parsons) — місто (англ. city) в США, в окрузі Декатур штату Теннессі. Населення — 2100 осіб (2020).

## Географія
Парсонс розташований за координатами 35°39′5″ пн. ш. 88°7′23″ зх. д. / 35.65139° пн. ш. 88.12306° зх. д. (35.651487, -88.122995).  За даними Бюро перепису населення США в 2010 році місто мало площу 10,73 км², уся площа — суходіл.

## Демографія
Згідно з переписом 2010 року, у місті мешкали 2373 особи в 982 домогосподарствах у складі 595 родин. Густота населення становила 221 особа/км².  Було 1147 помешкань (107/км²).
Расовий склад населення:
| - 89,7 % — білих - 6,2 % — чорних або афроамериканців - 0,5 % — азіатів - 0,1 % — корінних американців - 1,7 % — осіб інших рас |

До двох чи більше рас належало 1,7 %. Частка іспаномовних становила 6,4 % від усіх жителів.
За віковим діапазоном населення розподілялося таким чином: 21,6 % — особи молодші 18 років, 55,9 % — особи у віці 18—64 років, 22,5 % — особи у віці 65 років та старші. Медіана віку мешканця становила 43,3 року. На 100 осіб жіночої статі у місті припадало 89,4 чоловіків;  на 100 жінок у віці від 18 років та старших — 83,6 чоловіків також старших 18 років.
Середній дохід на одне домашнє господарство  становив 42 979 доларів США (медіана — 28 000), а середній дохід на одну сім'ю — 53 639 доларів (медіана — 39 286). Медіана доходів становила 36 948 доларів для чоловіків та 31 645 доларів для жінок. За межею бідності перебувало 28,4 % осіб, у тому числі 36,6 % дітей у віці до 18 років та 13,1 % осіб у віці 65 років та старших.
Цивільне працевлаштоване населення становило 902 особи. Основні галузі зайнятості: освіта, охорона здоров'я та соціальна допомога — 22,9 %, роздрібна торгівля — 13,6 %, мистецтво, розваги та відпочинок — 11,8 %, будівництво — 11,1 %.